# Madárijesztő (képregény)
Madárijesztő egy kitalált szereplő a DC Comics képregényeiben. Egy Gothamben tevékenykedő bűnöző, Batman egyik legrégebbi ellenfele.
A Madárijesztő az 58. a minden idők 100 legnagyobb képregényes ellenfeleit felvonultató weblapon.

## Jellemzése
Valódi neve Dr. Jonathan Crane, a gothami egyetem professzora, aki az emberek reakcióit vizsgálta félelem közben. Majd megőrült, és a páciensein kísérletezett tovább az Arkham Elmegyógyintézetben. Kifejlesztett egy olyan ideggázt, ami előhozza az emberek félelmeit. Miután az egyetemről kirúgták, bűnözőként folytatta tevékenységeit. Így többször is összetűzésbe keveredett Batman-nel, Gotham védelmezőjével is.
Lásd még az angol nyelvű oldalakon:

## Kinézete
A képregényekben rendszerint ócska és szakadt ruházatot visel, mintha csak egy valódi, szalmával kitömött madárijesztő lenne. Az arcát egy ruhából varrt maszkkal takarja el.

## Fegyverzete
Legfőbb fegyvere az az ideggáz, amivel előhozza az ellenfelei félelmeit. De időnként egy kaszát is használ.

## Képességei
Madárijesztő jól képzett pszichológus.

## Filmekben
A Madárijesztőt láthattuk az 1992-es Batman rajzfilmsorozatban (Batman Animated series).
Majd a 2005-ös Batman: Kezdődik!, a 2008-as Batman - A Sötét Lovag és a 2012-es A Sötét Lovag - Felemelkedés mozifilmekben Cillian Murphy alakításában.

## Fordítás
- Ez a szócikk részben vagy egészben  a   Scarecrow (comics) című angol Wikipédia-szócikk fordításán alapul.  Az eredeti cikk szerkesztőit annak laptörténete sorolja fel. Ez a jelzés csupán a megfogalmazás eredetét és a szerzői jogokat jelzi, nem szolgál a cikkben szereplő információk forrásmegjelöléseként.